# Ноде, Филипп (старший)
Фили́пп Ноде́ (28 декабря 1654, Мец — 7 марта 1729, Берлин) — французский протестантский богослов и профессор математики.
Родился в бедной протестантской семье; сведений о его жизни сохранилось мало. Известно, что его первая жена умерла при родах, после чего он женился вторично. После отмены в 1685 году Нантского эдикта был вынужден бежать с семьёй из Франции сначала в Саар, затем в Бранденбург и Берлин. С 1701 года преподавал математику в ряде французских учреждений в Германии, в том числе во Французском колледже в Берлине и в Бранденбургской княжеской академии. В 1704 году стал чоеном Берлинской академии.
Его богословские сочинения, согласно ЭСБЕ, «провозглашают верховную милость Божию и полемизируют против универсализма и семипелагианизма». Наиболее известные из них: «Méditations saintes sur la paix de l’âme» (Берлин, 1690); «Entrétiens Solitaires» (1717); «Morale evangélique» (1699); «La Souveraine Perfection de Dieu dans ses divers attributs» (Амстердам, 1708). Написал также ряд работ по геометрии.